# Upplands runinskrifter 423
Upplands runinskrifter 423 är en vikingatida runsten av granit i Rosersberg, Norrsunda socken och Sigtuna kommun. Runstenen är 2 meter hög och 0,7 meter bred. Stenen har en runslinga med sju centimeter höga runor. Runstenen var försvunnen eller bortglömd under flera hundra år men återfanns 1956 och restes 1959. Fyndplatsen är med all sannolikhet runstenens ursprungliga plats. Bland annat flera språkliga kriterier talar för att runristaren är Åsmund Kåresson.
Den Gye, som stenen är rest till minne av, är med stor sannolikhet samma person som rest U 424. Detta innebär i så fall att U 423 är något senare än U 424.

## Inskriften
Translitterering av runraden:
kitil| |lit · rita · stin þino · afti[ʀ · kui · faþu]r · sin · kuþ hialbi  onl · auk| |kuþs muþiʀ
Normalisering till runsvenska:
Kætill let retta stæin þenna æftiʀ Ingulf(?)/Ingvar(?), faður sinn. Guð hialpi [hans] and ok Guðs moðiʀ.
Översättning till nusvenska:
Kättil lät resa denna sten efter Gye, sin fader. Gud hjälpe hans ande och Guds moder.